# Pterophanes cyanopterus
A Pterophanes cyanopterus a madarak (Aves) osztályának a sarlósfecske-alakúak (Apodiformes) rendjéhez és a kolibrifélék (Trochilidae) családjához tartozó Pterophanes nem egyetlen faja.

## Előfordulása
Bolívia, Ecuador, Kolumbia és Peru területén honos. A természetes élőhelye szubtrópusi vagy trópusi nedves hegyi erdők, szubtrópusi vagy trópusi hegyi legelők, szubtrópusi vagy trópusi hegyi cserjések.

## Alfajai
- Pterophanes cyanopterus caeruleus Zimmer, 1951
- Pterophanes cyanopterus cyanopterus (Fraser, 1840)
- Pterophanes cyanopterus peruvianus Boucard, 1895

## Megjelenése
Testhossza 15.5-17.5 centiméter.

## Külső hivatkozások
- Képek az interneten a fajról
- Internet Bird Collection - videók a fajról
- Xeno-canto.org - a faj hangja és elterjedési területe[halott link]